# Pstroszyce (Natura 2000)

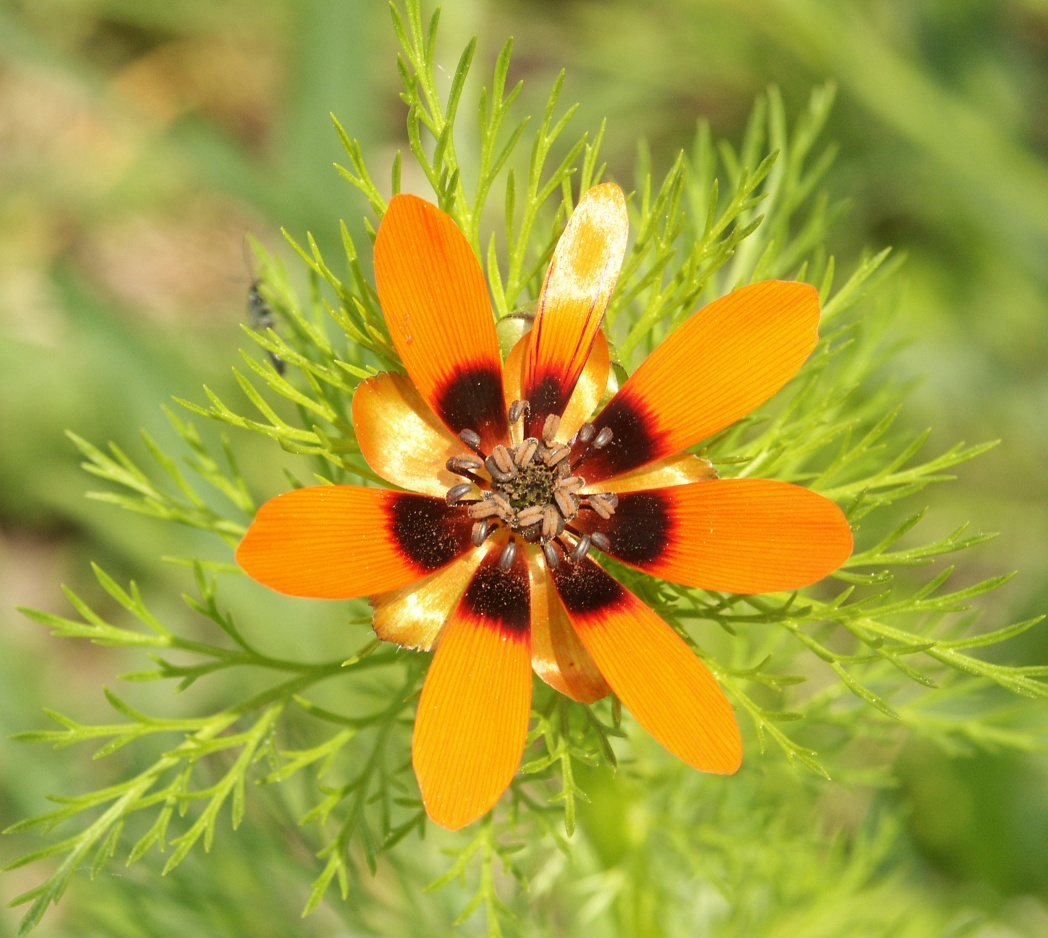
Miłek letni

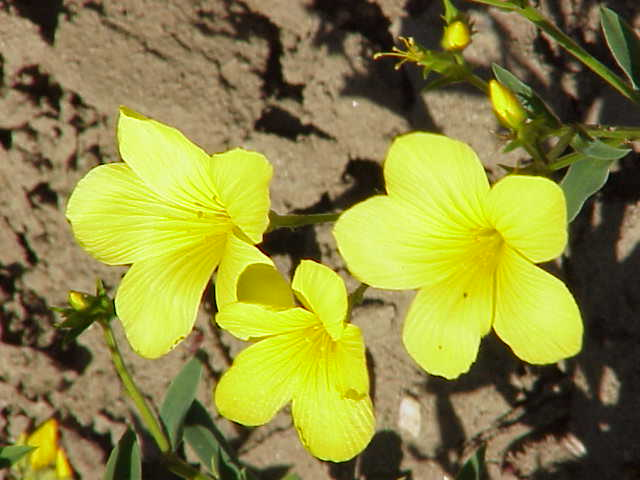
Len złocisty

Pstroszyce (PLH120073) – projektowany specjalny obszar ochrony siedlisk, aktualnie obszar mający znaczenie dla Wspólnoty, położony na Wyżynie Miechowskiej, na terenie gminy Miechów, w Pstroszycach Drugich, o powierzchni 19,44 ha.
W obszarze podlegają ochronie dwa siedliska z załącznika I dyrektywy siedliskowej:
- murawa kserotermiczna (Inuletum ensifoliae)
- grąd (Tilio-Carpinetum)

Występują tu liczne gatunki roślin objętych ochroną gatunkową lub zagrożonych:
- miłek letni (Adonis aestivalis)
- zawilec wielkokwiatowy (Anemone sylvestris)
- aster gawędka (Aster amellus)
- dzwonek syberyjski (Campanula sibirica)
- dziewięćsił bezłodygowy (Carlina acaulis)
- centuria pospolita (Centaurium erythraea)
- ostrożeń pannoński (Cirsium pannonicum)
- kruszyna pospolita (Frangula alnus)
- goryczuszka orzęsiona (Gentianella ciliata)
- len złocisty (Linum flavum)
- wilżyna bezbronna (Ononis arvensis)
- storczyk kukawka (Orchis militaris)
- śniedek baldaszkowaty (Ornithogalum umbellatum)
- podkolan biały (Platanthera bifolia)
- pierwiosnek lekarski (Primula veris)
- kalina koralowa (Viburnum opulus)